# Гобабис
Гобабис е град, административен център на регион Омахеке в източна Намибия. Разположен е на протежението на главен път В6 и отстои на 200 km от Виндхук и на 110 km от границата с Ботсвана. Населението наброява около 15 000 души. Гобабис е разположен в сърцето на говедовъдния район на Намибия. Този район още е известен и с името „Малкия Тексас“, а образно Гобабис е неговата столица. Гражданите са много горди с говедовъдството тук и поради тази причина са поставили статуя на бик в града. На статуята има надпис, който гласи „Добре дошли в страната на говедата“, поздравяващ гостите му. Гобабис граничи с пустинята Калахари. Местното население е от народа хереро.
Подобно на много градове в Намибия Гобабис води своето начало от протестантска мисия основана през 1856 г. Името Гобабис на езика на народа нама означава „място за разговор“. В края на XIX и началото на ХХ век тук пламват няколко въоръжени конфликта както между местните племена, така и между заселниците и местните племена. Гобабис и района около него е мястото, където народите хереро и нама воюват един срещу друг. Района на Гобабис е обявен за немска територия през февруари 1894 г., а през юни следващата година е окупиран от немски гарнизон. За кратко време е построен военен форт, но днес сградата не съществува. От малкото останали сгради от това време е полевата болница, обявена за национален паметник.
Гобабис продължава да расте като град разположен на пътя между мините в Ботсвана и пристанището на Уолфиш Бей. Също така той е и опорна точка на вноса на стоки от Йоханесбург за Намибия.